# The Ballad of Darren
The Ballad of Darren es el noveno álbum de estudio de la banda de rock inglesa Blur. Lanzado el 21 de julio de 2023 bajo las discográficas Parlophone y Warner Records. Será su primer álbum de estudio en más de ocho años desde The Magic Whip (2015).

## Trasfondo
En junio de 2021, el líder Damon Albarn insinuó por primera vez la nueva música de Blur y Gorillaz, antes de su segundo lanzamiento de estudio en solitario, The Nearer the Fountain, More Pure the Stream Flows. En ese momento, estaba en conversaciones con el baterista Dave Rowntree, pero los planes aún no se habían concretado. El 14 de noviembre de 2022, el bajista Alex James habló sobre la posibilidad de nueva música de la banda en casi ocho años. Afirmó que, cuando están juntos, la banda nunca sabe qué «va a pasar después con Damon». Esta misma incertidumbre es «parte del terror de estar en Blur», según Rowntree. La banda también anunció un espectáculo de reunión en Londres en el estadio de Wembley en el verano de 2023.
Albarn escribió gran parte del álbum en ruta, mientras estaba de gira con Gorillaz, en 2022. Algunas de las canciones se probaron durante ese tiempo, y para la víspera de Año Nuevo tenía 24 canciones. En enero de 2023, Blur comenzó a grabar material en el Studio 13 de Albarn en Londres y Devon. James Ford, quien anteriormente trabajó con Gorillaz y la banda de Coxon, The WAEVE, produjo el álbum. El disco se terminó el 8 de mayo de 2023.
El 27 de abril de 2023, Blur anunció fechas de gira en el Reino Unido, Europa, Japón y América del Sur. A partir del 19 de mayo, los espectáculos marcan la primera vez que la banda realiza una gira desde 2015 y su primera aparición en vivo en cuatro años. El álbum fue anunciado el 18 de mayo de 2023. Cada miembro de la banda compartió un breve comentario sobre el disco. Para Albarn, el disco significa «una réplica, una reflexión y un comentario sobre dónde nos encontramos ahora». El guitarrista Graham Coxon agregó que, con la edad, se vuelve más importante «que lo que toquemos esté cargado de la emoción y la intención correctas». Albarn afirmó que el álbum refleja su generación, pero que «tiene suficiente del mundo moderno como para relacionarse con personas más jóvenes también».
La banda lanzó el sencillo principal «The Narcissist» el mismo día. La canción, descrita como «resoplando con un riff de Coxon de dos acordes y una pista rítmica vagamente ostinato y metronómica antes de elevarse en un suave coro de himno», recibió cuatro de cinco estrellas por Alexis Petridis de The Guardian.

## Portada y título
La portada del álbum es una fotografía de 2004 del Gourock Outdoor Pool en Gourock, Escocia, tomada por el fotógrafo Martin Parr. Su título hace referencia a Darren «Smoggy» Evans, el exguardaespaldas de la banda, que actualmente trabaja para el líder Damon Albarn. Albarn dijo: «Darren es mucha gente. Es directamente una persona. [...] Hay una foto de Daren en el álbum. No en la portada. Iba a serlo, pero luego la pusimos en la funda interna porque no es el tipo de atención que Darren querría».

## Lista de canciones
Todas las canciones escritas y compuestas por Damon Albarn, Graham Coxon, Alex James y Dave Rowntree. 
| The Ballad of Darren |                                |          |  |
| N.º                  | Título                         | Duración |  |
| 1.                   | «The Ballad»                   | 3:37     |  |
| 2.                   | «St Charles Square»            | 3:55     |  |
| 3.                   | «Barbaric»                     | 4:09     |  |
| 4.                   | «Russian Strings»              | 3:38     |  |
| 5.                   | «The Everglades (For Leonard)» | 2:56     |  |
| 6.                   | «The Narcissist»               | 4:05     |  |
| 7.                   | «Goodbye Albert»               | 4:17     |  |
| 8.                   | «Far Away Island»              | 2:58     |  |
| 9.                   | «Avalon»                       | 3:05     |  |
| 10.                  | «The Heights»                  | 3:24     |  |
| 11.                  | «The Rabbit»                   | 2:44     |  |
| 12.                  | «The Swan»                     | 3:42     |  |